# Modèle physique des données
Dans la méthode Merise, le modèle physique des données (MPD) consiste à implanter une base de données dans un SGBDR.
Le langage utilisé pour ce type d'opération est le SQL. On peut également faire usage d'un AGL (PowerAMC, WinDesign, etc.) qui permet de générer automatiquement la base de données.